# Tarkio Township (Missouri)
Tarkio Township est un township du comté d'Atchison dans le Missouri, aux États-Unis,. En 2010, le township comptait une population de 378 habitants. Fondé en 1845, il est baptisé en référence à la rivière du même nom.

## Source de la traduction
- (en) Cet article est partiellement ou en totalité issu de l’article de Wikipédia en anglais intitulé « Tarkio Township, Atchison County, Missouri » (voir la liste des auteurs).